# راه‌بند علیا
راه‌بند علیا یکی از روستاهای شهرستان بروجرد در استان لرستان است. این روستا در دهستان همت‌آباد در بخش مرکزی این شهرستان قرار دارد و آب و هوای آن سرد و کوهستانی است.

## جمعیت
بنابر سرشماری مرکز آمار ایران، جمعیت راه‌بند بالا در سال ۱۳۸۵، برابر با ۵۳ نفر بوده‌است که از این میان ۲۶ نفر مرد و بقیه زن بوده‌اند. این روستا ۱۲ خانوار جمعیت دارد.